# ロシアのウクライナに対する情報戦

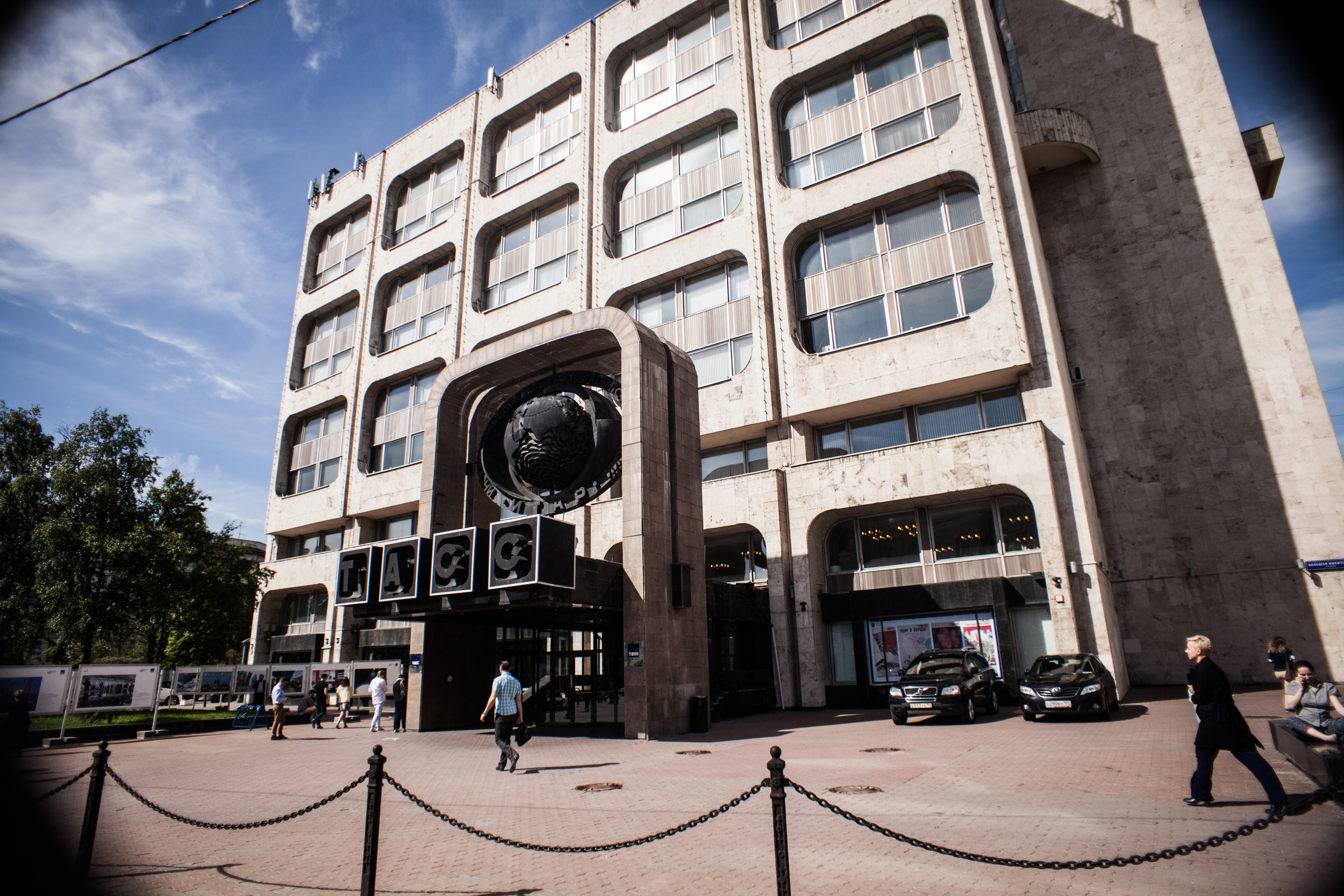
ウクライナに対するプロパガンダで非難されているロシア国営通信社タス通信の建物。

ロシアのウクライナに対する情報戦（ロシアのウクライナにたいするじょうほうせん、英語: Russian information war against Ukraine）は、ウクライナ侵攻におけるロシア側の情報戦略。
ゲラシモフ・ドクトリンの一環としてロシア政府によって明確にされた。彼らは、西側政府が旧ソ連諸国でカラー革命を扇動しており、それがロシアにとって脅威となっていると信じていた。

## 解説
「情報ナヤ・ヴォイナ」（ロシア語: информационная война、直訳: 情報戦争）の概念には、戦争における技術的攻撃に対する技術的防御として説明されることが多いサイバー戦争を含むさまざまな戦略が含まれる。しかし、サイバー戦争はロシアの情報戦争の一側面にすぎず、これには海底通信ケーブルの制御、国家の物語の形成、ニュースサイクルの操作、ロシアのボットや荒らしによる情報空間の氾濫などが含まれる。目標は、戦略的勝利を達成し、反射制御を発揮することである。これらの取り組みは、2022年にロシアがウクライナ戦争を激化させた際に利用された。
効果的な検閲により、ロシアのほとんどの報道機関は政府の管理下にあり、クレムリンのメッセージがロシア連邦国民にウクライナへの同国の手法を支持させることに成功している。クレムリンはウクライナでの戦争を否定し、ロシア語を話す人々をウクライナのナチスから守りたいだけだと主張した。この物語は2014年以降、ロシアのテレビによって強化されており、繰り返しと親しみによって有利になっている。最近の世論調査（2月28日から3月3日まで）によると、ロシア人の58パーセントがウクライナ侵攻に賛成を示した。
2022年のロシア侵攻中、ウクライナのオンラインプロパガンダは主に英雄や殉教者に焦点を当て、彼らの物語を利用してウクライナの不屈の精神とロシアの侵略を強調した。さらに、ウクライナの戦略にはコメディーの採用や、ロシアの物語に対する懐疑を促進することが含まれている。

## 背景
ロシア連邦軍参謀総長のワレリー・ゲラシモフは、平時と戦時におけるプロパガンダ、士気の低下、動揺、政治的姿勢の要素、そして何よりもNATOが理解するサイバー戦争と情報戦争の両方を超えたソーシャルメディアの重要性を組み込んだ新しいタイプの戦争について説明している。ゲラシモフは非軍事的措置と軍事的措置の比率を4:1にすることを提案した。ロシアでは非軍事戦術も軍の管轄下にあり、アメリカ海兵隊の調査によると、この比率は依然としておおむね野心的なものであるが、これは「特に平時と考えられるであろう期間における国家間の対立での非軍事的手段の有用性」が認識されていることを示している。
ロシア連邦は、自国民や他国のテレビチャンネル（例えば、チャンネル1やロシア24）の視聴者に誤った情報を伝え、誤解を与えている

### 紛争の理由

#### アイデンティティ
ウクライナのようにベラルーシとロシアもキエフ大公国を彼らの文化的祖先であり、共通の過去であると考えており、多くのロシア人はキーウを自国の発祥の地とみなしている。キエフ大公国はヤロスラフ1世 (1019～1054年) の下で最大の規模に達した。彼の息子たちは彼の死後すぐに、最初の成文法典であるルースカヤ・プラウダを発行した。2000年代、ロシアは「ロシア世界」のドクトリンに基づいてウクライナで大規模なプロパガンダキャンペーンを展開し、プーチン大統領は「…われわれは一つの国だ。キエフはロシアの都市の母だ」と述べた。そのイデオロギー的基盤は、1991年以前の国境の文化的、経済的、領土の回復とヨーロッパとアジアにおける旧ソ連の「勢力圏」の回復を目的としたロシア連邦におけるソ連崩壊後の失地回復主義であった。
この失地回復主義は、世界人口の3つのカテゴリーを「ロシア人」とみなしている：ロシア民族（居住国は関係なし）、ロシア語を話す人々（国籍は関係なし）、ロシア帝国、ソ連、その他の国家主体の領土に住んだことのない同胞とその子孫。
2008年4月2日から4日にかけて行われた2008年のブカレストサミットで、プーチン大統領はジョージ・W・ブッシュ米大統領に対し、「ジョージ、ウクライナは国家ですらないことを理解しているだろう！ウクライナとは何だ？」と語った
彼は定期的にロシア人とウクライナ人を一つの民族と呼んでいるが、これは全く無神経な発言であり、多くのウクライナ人にとっては彼らの文化、歴史、言語を否定するものと受け取られる。—スティーブン・パイファー元駐ウクライナ米国大使、「スタンフォード・ニュース」のインタビューで
多くのロシア人は、共産党統治下のソビエト・ロシアを繁栄の時代とし、与党の統一ロシアをこの国の「輝かしい過去」の継承者として理想化している。ソ連崩壊以来、ロシアの政治家たちは旧ソ連諸国におけるロシアの影響力を回復することについて話し合ってきた。「1976年に西側に亡命するまで10年間ソ連の刑務所で過ごした反体制派のウラジーミル・ブコフスキーによると、ウラジーミル・プーチンはソ連の崩壊を『地政学的な大惨事』と呼んだとき、完全に誠実だったという」。
プーチン大統領は、東欧におけるNATOの成長を「存続の脅威」とみており、ロシアとウクライナは実際には一つの国であると書いている。この復興主義はウクライナに焦点を当てており、同国のソ連離脱がソ連崩壊につながった。2022年2月26日、ロシアの主要オンライン国営通信社RIAノーボスチは「ロシアは団結を回復しつつある。1991年の悲劇、我が国の歴史におけるこの恐ろしい大惨事は克服された」と歓喜した。プーチン政権はウクライナにおける「我々」と「他者」を対比し、「他者」に対する暴力が望ましい、さらには必要であると示唆している。
「モスクワは今回の危機をロシアとNATOの間の危機として位置づけようとしているが、クレムリンの主な関心はウクライナである。これは部分的には地政学と、旧ソ連圏におけるモスクワの勢力圏への願望によるものだが、ロシア国内の政治にも大きく関係している」。ウクライナの独自の民主主義は、ロシア人に自国の民主主義を求めるよう鼓舞し、「さらにはプーチン氏の権威主義に異議を唱えさせるかもしれない」。

#### 戦争の歴史
2014年6月、ウクライナ国家安全保障・国防会議（NSDC）は、ロシアの情報戦の専門家を訓練するために使用される資料を入手した。NSDC長官のアンドレイ・パルビイによると、ロシアは治安部隊に対し「対象国の意識や知識・思想体系に積極的に影響を与える」よう指示したという。
将来の対ウクライナ戦争を正当化する、ロシア国民を対象にしたプロパガンダは、2014年のロシアによる最初のウクライナ侵攻以前から現れていた。2009年、マクシム・カラシニコフの『独立ウクライナ：計画の失敗』は、ウクライナを民族分裂の危機に瀕したユーゴスラビアとして描いた。フョードル・ベレジンの『戦争2010:ウクライナ戦線』、ゲオルギー・サヴィツキーの『戦場ウクライナ:壊れたトライデント』、アレクサンダー・セヴァーの『ロシア・ウクライナ戦争』などの小説は、対ウクライナ戦争を想定している。活動家らは、ロシアはまた、映画を通じてウクライナに対して情報戦を仕掛けたと述べた。
2014年、クレムリンが運営するメディアは、クリミア半島で「ファシスト、反ユダヤ主義者、過激派」がキーウで権力を握っており、ウクライナの残りの地域が混乱に支配されているという印象を与えたが、これは「現実とはほとんど、あるいは全く関係がなかった」。
ウクライナの独立以来、ロシアは、特に親ロシア派のヴィクトール・ヤヌコヴィチ大統領政権下で、ウクライナに対して絶え間ない情報戦を繰り広げてきた。たとえば、2014年2月、ロシア人は自分たちの軍事行動が何らかの形でウクライナを脅かしていることについてきっぱりと否定した: 
「ロシア外務省は、クリミア情勢の不安定化における黒海艦隊の関与を否定している」
プーチン大統領は、クリミア議会を占拠しようとした男たちについて「彼らは地元の自衛隊だった」と述べた。

## 情報操作

### 検閲
2017年2月、ロシア国防大臣はロシアにおける「情報作戦部隊」の存在を認めた。2021年には、オープン・メディア、ザ・モスクワ・タイムズ、ドイチェ・ヴェレのモスクワ支局も閉鎖された。
2022年3月4日に署名されたロシアの法律は、ウクライナにおけるロシアの行為に対する「虚偽の情報」の拡散や抗議もしくは「信用を傷つける」行為に対して厳しい罰則を規定した。ロシアの学校は公式カリキュラムに従わなければならない。2022年の法律により、クレムリンが「虚偽」とみなしたウクライナ戦争に関する情報の公表が違法となった後、一部の西側メディアは安全上の懸念を理由に記者を撤退させた。ドーシチや2021年に編集者がノーベル平和賞を受賞したノーヴァヤ・ガゼータなど、ロシアの独立系メディアは活動を停止した。ニュースサイト「ズナック」は閉鎖を発表し、クレムリンと関係のあるガスプロム傘下の「モスクワのこだま」も閉鎖した。ドイチェ・ヴェレ、BBC、メドゥーザ、ラジオ・フリー・ヨーロッパのウェブサイトは、VPNなしではロシア国内からアクセスできなくなった。ニュースサイトのメディアゾナ、リパブリック、Snob.ru、Agentstvoも、この法律が可決された後、ロシアのインターネットからブロックされ、VPNでのみ利用可能になった。
ロシアはまた、民間放送信号を妨害し、民間と軍の両方の通信ネットワークに侵入した。
「ロシア、彼らはウクライナの携帯電話会社、銀行、電力会社を所有または運営している。彼らは何もハッキングする必要はない。これは影響力を持つエージェントによって行われた秘密の戦争だ」— オレクサンドル・ダニリュク元ウクライナ国家安全保障・国防会議長官

### サイバー戦争

#### 情報通信
ロシアのドローンベースのシステムのLeer-3 RB-341Vは、携帯通信やデータ伝送ネットワークを監視し、無線通信を抑制し、電磁放射源の位置を特定し、さらに最前線の兵士にテキストメッセージを送信できる。ウクライナ兵士らはロシア人から野次や脅迫のテキストメッセージを彼らの携帯電話で受け取ったことがあり、ある男の家族もまた、「あなたの息子が死んだ」とのメッセージを受け取ったと報告している。ロシアのオルラン10もウクライナ国内の電子戦で広く使用されている。
エストニア陸軍士官学校の研究者でタルトゥ大学の東洋研究共同教授であるウラジミール・サゾノフ博士も、2016年の記事で同様に、2014年のドンバス戦争開始以来、ロシア諜報機関が情報戦の作戦を実施していたと指摘した。サゾノフによると、ロシア工作員が使用した戦略の中には、「ロシアの大規模な軍事部隊が3日以内にキーウに到着するだろう」や「ロシアの戦車がハルキウを占領しようとしている」などのテキストメッセージを送信することが含まれていた。これらのメッセージは、国内での新たな動員の波が起こる前に、ウクライナ兵士、新兵候補者、およびその家族の携帯電話に送信され、ウクライナ人の士気を低下させ、民間人にパニックを広めることを目的としていた。
しかし、戦術コミュニケーションはロシア軍にとっても問題であり、ジョージアの一部の部隊がヘリコプターで到着した空軍士官から命令を受けたほどだ。2009年に当時のロシア大統領のドミトリー・メドヴェージェフは軍の無線システムの拡張を命じ、メドヴェージェフの元顧問が一部所有するメーカーと契約を結んだ。その後、この契約は横領疑惑で問題となった。

### インターネットインフラ
3月9日、インターネットサービスプロバイダーのTriolanは、ハルキウおよびその他の都市で、いくつかのデバイスのファクトリーリセットによる障害に見舞われた。当時、その地域での砲撃によって復旧作業が妨げられ、現場に行くのは危険になり、インターネット接続も損傷した可能性があった。攻撃者は以前、2月24日にインターネット接続とDNSルーティングを妨害していた。国営通信事業者のウクルテレコムも3月下旬に大規模なサイバー攻撃に見舞われ、その後復旧した。
ロシアでは、3月14日の時点でピアリング協定はまだ存在していたが、新しい規制により、ロシア国外でのWebホスティングが禁止され、公式のDNSサーバーの使用が義務付けられることが予想されている。トランジットプロバイダーのLumenとCogentは、いずれも侵攻後の3月上旬にロシアを離れたが、ロシア国外の交換局でロステレコムやラスコムなどのロシアの大手ISPの一部とピアリングを続けたため、ロシアのインターネット接続への影響は限定的だった。

### 戦争プロパガンダ

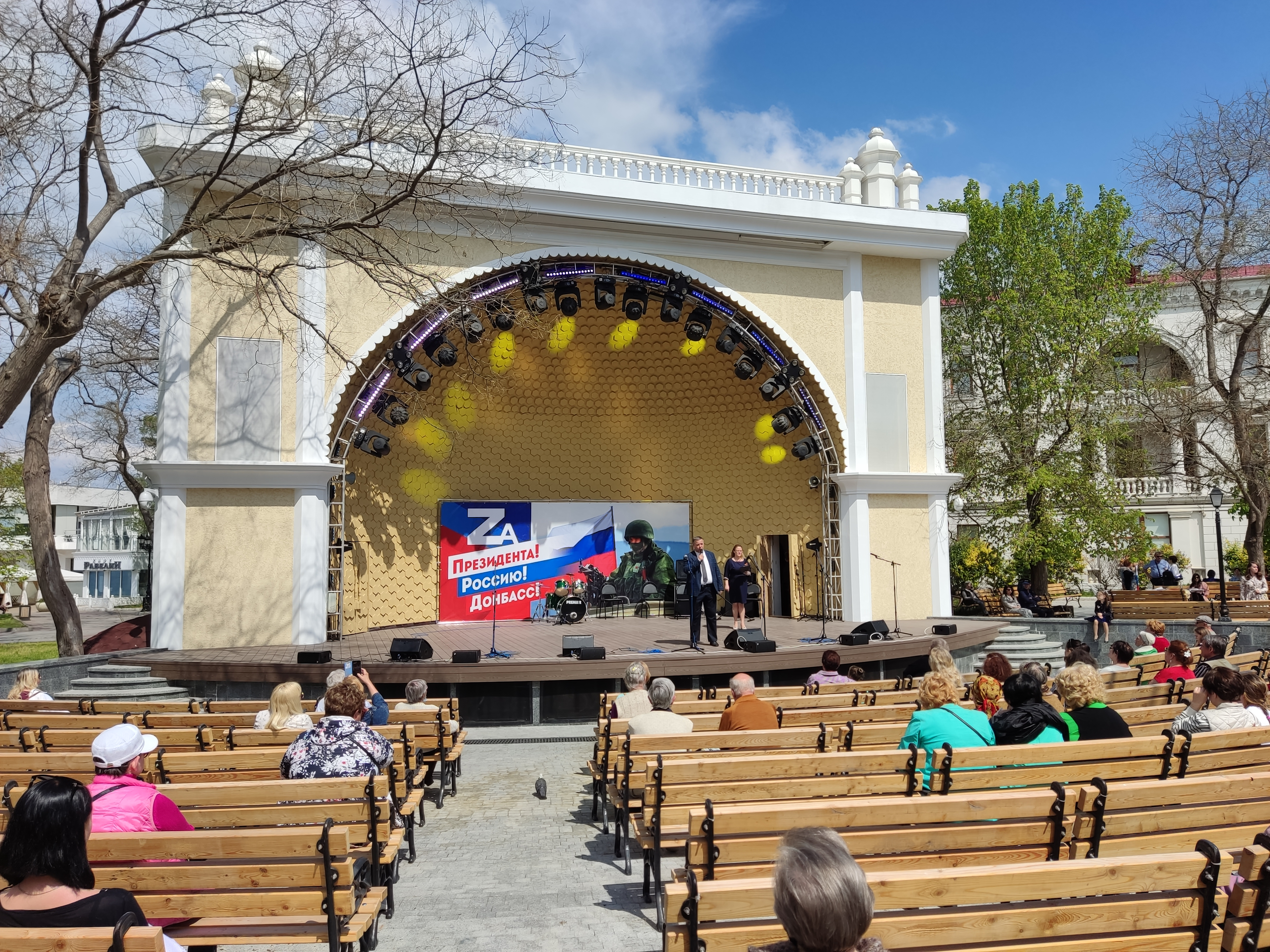
2022年4月29日、クリミアのセヴァストポリで行われた戦争推進のプロパガンダイベント

情報戦はロシアに深く根付いている。ロシアの物語と出来事の説明を提示することに加えて、混乱を引き起こし、真実の考えに疑問を投げかけるよう努めている。ロシアは現在進行中の対ウクライナ戦争において、ニュースメディアを通じて戦争プロパガンダを発信している。早くも2008年9月に、「プーチンのブレイン」として知られるロシアのファシストであるアレクサンドル・ドゥーギンが、ウクライナおよびかつてソ連の一部であった他の国々への侵略を主張した：「ソビエト帝国はさまざまな方法で復活するだろう：武力、外交、経済的圧力……すべては場所と時間次第だ」
2022年2月28日、RIAノーボスチは、ロシアがロシア・ウクライナ戦争に勝利し、「ウクライナはロシアに戻った」という誤った記事を公開し、その後削除した。3月14日、国営テレビ「チャンネル1」の女性従業員、マリーナ・オフシャンニコワは、ニュースを読み上げるキャスターの背後で、ロシア語と英語で「戦争反対。戦争をやめろ。プロパガンダを信じるな。この人たちはあなたにうそをついている」と書いたプラカードを掲げ、「戦争やめろ。戦争反対」と叫んだ。ロシアの国営テレビネットワークであるRTは欧州連合で正式に禁止され、他のいくつかの国ではテレビサービスプロバイダーによって停止された。YouTubeはロシアの偽情報を防ぐため、ヨーロッパ全土でRTとスプートニクをブロックした。ロシアがウクライナに侵攻した後、多くのRTのジャーナリストが辞任した

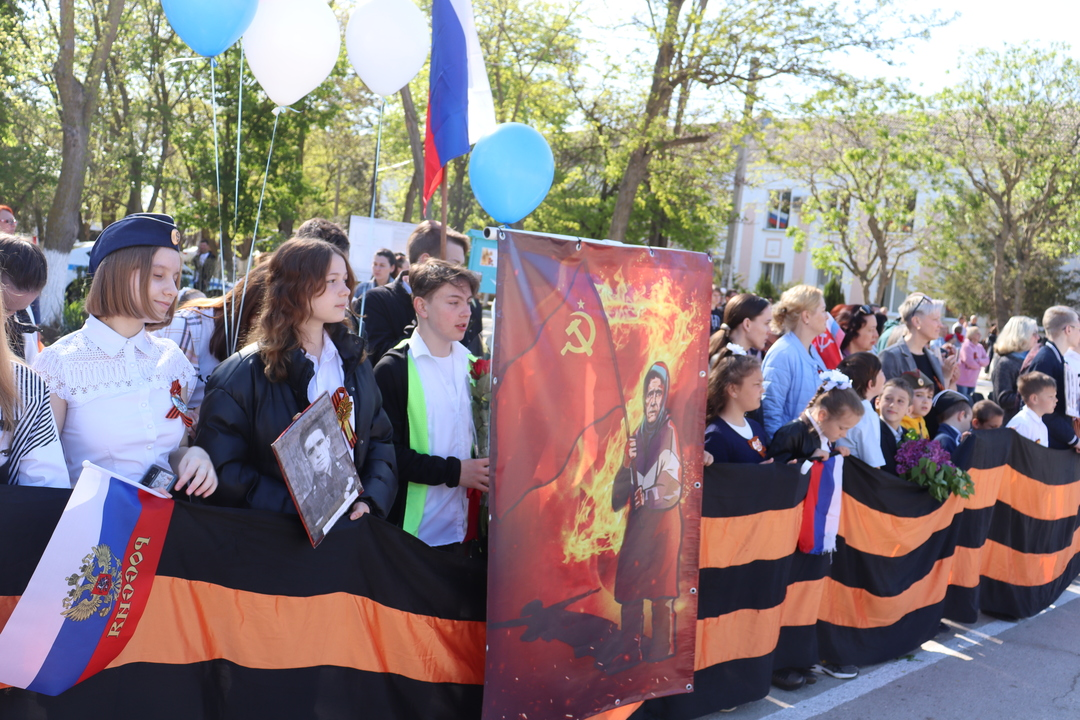
クリミアのサキで掲げられた「赤旗を掲げたおばあさん」のプロパガンダポスター（2022年5月9日）

ロシアの教師たちは、ウクライナ侵略の指導について詳細な指示を受けた。モスクワのマヤコフスキー劇場は「ウクライナでの軍事行動の経過についていかなるコメントも慎み」、いかなる否定的なコメントも「祖国に対する反逆とみなされるだろう」と警告する政府から電子メールを受け取った。
ロシア政府は「Z」マークを戦争推進のプロパガンダツールとして使用し、ロシア民間人は侵攻支持の記号として使用している。
ガーディアン紙のピョートル・ザウアーによると、多くのロシア人は今でもプーチン大統領を支持しており、ウクライナでの「特別軍事作戦」がロシアのプロパガンダや偽情報に関連しているとは信じていないという。レバダセンターが2月17日から21日にかけて実施した世論調査では、回答者の60％が緊張激化の原因として米国とNATOを非難したが、ロシアを非難した人はわずか４％だった。同様に、2月28日から3月1日にかけて行われた独立した電話調査では、ロシア人回答者の58％が軍事作戦を承認していることが判明した。しかし、アレクセイ・ナワリヌイの反汚職財団による一連の4回のオンライン世論調査では、2月25日から3月3日までの間に、ロシアを「侵略者」と考えるモスクワの回答者の割合は29％から53％に増加し、ロシアを「調停者」と考える人は25％から12％に半減した。

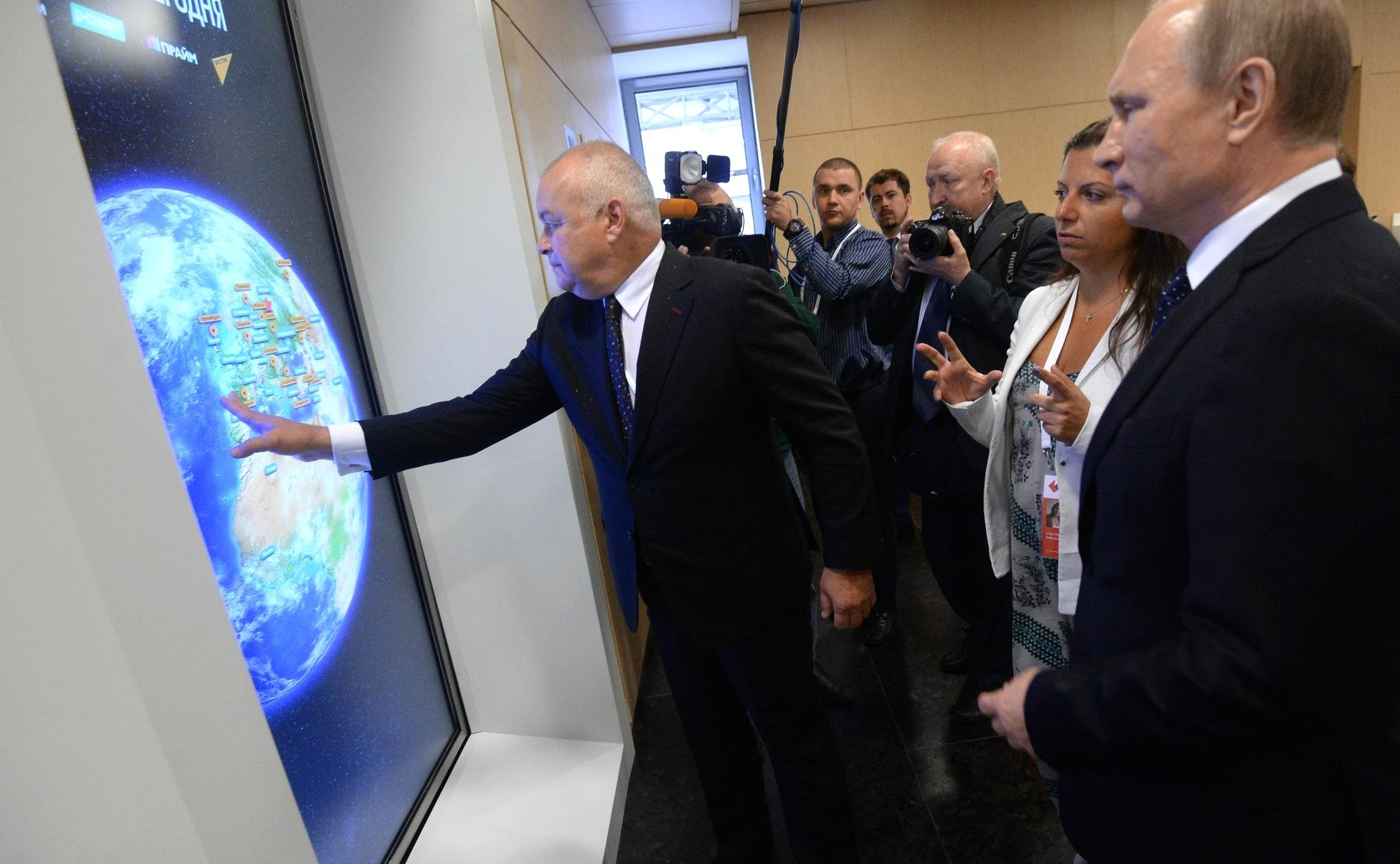
プーチン大統領とその宣伝活動家のドミトリー・キセリョフとマルガリータ・シモニャン。ウクライナ戦争に関するロシアメディアの報道のほとんどは、ドンバス住民に対するウクライナの「ファシスト」による残虐行為疑惑に焦点を当てている。

一部の観察者は、戦争に対する認識をめぐってロシア人の間で「世代闘争」が起きていると指摘しており、若いロシア人は概して戦争に反対しており、年配のロシア人はロシアの国営メディアが伝える物語を受け入れる可能性が高い。王立国際問題研究所のカタリナ・ウォルチュクは、「（年配の）ロシア人は、ロシアがウクライナでロシア語を話す人たちを守っているので、ロシアは侵略ではなく保護を提供しているという公式の話を信じる傾向がある」と語った。ロシアの野党政治家アレクセイ・ナワリヌイは、ロシア国営メディアの「巨大な嘘」は「想像を絶するものである。そして残念なことに、代替情報にアクセスできない人々にとっては、その説得力も同様である」と述べた。
3月12日、YouTubeは「十分に文書化された暴力的出来事を否定、最小化、または矮小化する」コンテンツに対するポリシーを理由に、RTやスプートニクを含むロシア国家が管理する不特定多数の報道機関をブロックした。3月18日、英国のメディア規制当局オフコムはRTの放送免許を取り消した。4月2日、ロシアにおけるプーチン大統領の支持率は、侵攻前の新型コロナウイルス感染症のパンデミックの真っ最中の時に69％だった支持率が、侵攻から1カ月後には83％に上昇したと報告された。
ほとんどのロシア人がニュースを視聴している国営テレビチャンネルは、は、侵略を解放任務として紹介し、ウクライナ軍が民間人を標的に攻撃していると非難した。ロシアの独立メディアであるメディアゾナは、FSBがマリウポリでウクライナの戦争犯罪を告発する女性の動画を捏造したと報じ、動画の出所を明らかにしないようメディア各社に指示する電子メールのスクリーンショットを共有した。
ロシア国営メディアRIAノーボスチに掲載された論説の中で、ティモフェイ・セルゲイツェフは、ウクライナ人の「浄化」を公然と提唱し、ウクライナ政府、軍、民間人の間の境界線を曖昧にし、ウクライナの名前と文化の抹消によるウクライナの文化浄化、そして最後に、残った民間人を大ロシアに組み込むために厳格な検閲体制での再教育を主張した。アレクセイ・ナワリヌイは2022年4月、ロシア国営メディア関係者の「戦争屋」は「戦争犯罪者として扱われるべきだ」とツイートした。2014年4月13日、NATO事務総長アナス・フォー・ラスムセンは、NATOのウェブサイトに掲載された声明の中で、ロシアが戦争を促進し、ウクライナ打倒を望んでいると非難した。2022年初め、米国政府は、ロシアがウクライナ侵略のための偽旗作戦を計画していると警告し、2008年のジョージアの一部への侵攻と占領を含む「ロシアの行動パターン」を指摘し、ロシアが「モルドバから軍隊と軍需品を撤退させるという1999年の約束を守らず、政府の同意なしにモルドバに留まっている」と指摘した。2014年、ウラジーミル・プーチン大統領は戦争反対者を「裏切り者」と「第五列」にすぎないと呼んだ。
2014年に犬のフィルが「真の防衛者」になるために入隊したときのように、子供向けテレビ番組でも戦争プロパガンダが放送された。
ロシアへの情報流入の抑制は、クレムリン自身の情報摂取も妨げている。戦略国際問題研究所は2022年、ウクライナ侵攻は「1979年にソ連がアフガニスタンに侵攻した際の意思決定と不気味なほど似ている」とし、その場合、政治局内の少数のグループが、不正確な情報、国際環境の認識の悪さ、成功の過度に楽観的なシナリオ、直面するであろう国際的な政治経済的コストの僅かな理解に基づいて独断で決定を下したと書いた。

### 報道機関のコントロール

#### PR
ロシアは、BBCニュース、ロイター、AFPなど評判の高い西側メディアを利用して反ウクライナのプロパガンダを推進することを学んだ。これらのメディアは2014年のロシア・ウクライナ戦争に対して準備ができていなかったので、意図せずしてロシアの反ウクライナ・プロパガンダを広めることが多かった。
ロシアはまた、ロシアのさまざまな政府機関や民間企業の利益のために必要なストーリーを広めるために、西側のPR会社を巧みに利用することも学んだ。
クレムリンは、ロシアの公式テレビ局に対し、タッカー・カールソンの番組を「可能な限り」再放送するよう指示した。マージョリー・テイラー・グリーンも、2014年のウクライナの尊厳の革命におけるロシア傀儡政府転覆の責任は米国にあったと発言した際に、クレムリンのメディアに好意的な報道をされた。

#### ウクライナ
ウクライナの報道機関の多くは裕福な投資家から資金提供を受けている。これらの投資家の中にはロシアの政治権力と密接な関係を持つ者もいる。このウクライナのメディアの所有権が非常に集中しているため、市場への参入障壁は高くなっている。ウクライナでは4つの金融・政治グループがほぼすべての放送を支配している。

#### ロシア

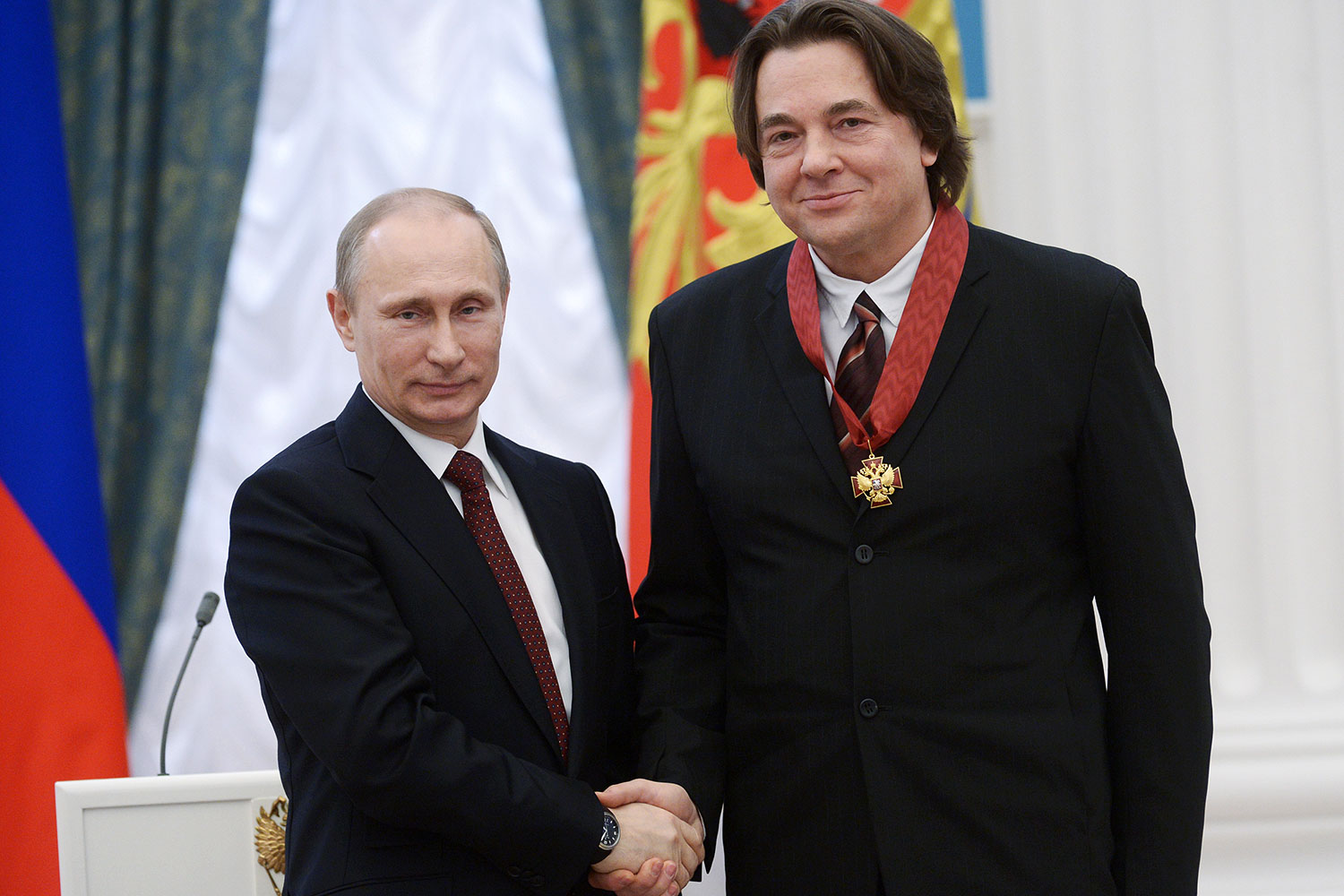
プーチン大統領とロシアの主要国営テレビ局チャンネル1の局長コンスタンチン・エルンスト

ロシアのメディアは、国内および世界の視聴者を説得するためのプロパガンダに利用されてきた。最もよく知られているのは、スプートニク、RT (旧ロシアトゥデイ)、RIAノーボスチ、ライフ (旧ライフニュース) である。
ロシア人の約85%はほとんどの情報をロシア国営メディアから得ている。
2022年のウクライナ侵攻以来、ロシアの報道機関の従業員が次々と退職している：「英語版RTの職員とモスクワの頻繁なRT寄稿者1名が、戦争に関する編集上の立場を理由にここ数日でネットワークを辞めたとガーディアン紙が知った」。ニューヨークやパリなどで特派員として20年間勤務したZhanna Agalakovaは、3月にウクライナ侵攻を理由にペルビー・カナル（チャンネル1）を去ると発表した。国営テレビ局ＮＴＶのキャスター、Liliya Gildeyevaも辞任した。マリーナ・オフシャンニコワは、ウクライナ戦争に抗議するためにロシア国営テレビの生放送のセットに乱入し、世界中の注目を集めた1か月後、ドイツのメディア会社ディー・ヴェルトに雇用された。

##### RT
RTは情報戦争におけるロシアの重要な兵器である。2014年、当時の米国務長官のジョン・ケリーは、これを国家主導の「プロパガンダ拡声器」と呼んだ。2015年の視聴者数は 100か国以上で7億人。
RTのウェブサイトによると、RTの2015年の予算は138億5000万ルーブル（2015年の為替レートで約2億2000万ドル）だった。しかし、ロシアの独立系テレビ局のドーシチとの2015年のインタビューで、シモニャンはその年の予算は180億ルーブルであると述べた。RTのウェブサイトは2016年の予算が2億7500万ドル（170億ルーブル）であると主張しているが、RTが公開したビデオは2016年の予算が3億ドル（210億ルーブル）であると主張し、この情報と矛盾している。2019年にRTは自局のテレグラムチャンネルで、RTとロシアの今日の連邦資金からの予算は4億4000万ドルであると発表したが、2019年の連邦予算の公式数字は4億3000万ドルだった
2012年、RTは従業員1人当たりの政府支出が18万3,000ドルと世界で最も高かった。
2014年の時点で、ロシアはプロパガンダに90億ドル以上を費やしていた。2021年には国営メディアの予算を前年より340億ルーブル（約4億6000万ドル）多い2110億ルーブル（約28億ドル）に増額した。

#### ロシアによるウクライナメディアへの干渉
2014年3月6日、クリミア自治共和国領内の「1+1」とチャンネル5が停止され、ロシアのテレビチャンネル「ロシア24」がクリミア最大の民間「チェルノモルスカヤテレビ・ラジオ会社」の放送周波数を占拠した。シンフェロポリでは、国営テレビ・ラジオ会社のクリムが武器を持たず迷彩服を着た数十人に囲まれたと報じられた。
2014年3月6日、ATRテレビのウェブサイトで行われたインターネット世論調査では、ほとんどの回答者がクリミア併合に反対していることがわかった。翌日、クリミア駐留のロシア軍はATRのウェブサイトの接続を切断した。また、NTVが放送している周波数でウクライナのテレビチャンネルInterのアナログ放送が停止された。
2014年8月10日、ドイツのプロバイダーHetzner Online AGはGlavkomに謝罪の書簡を送付した。このプロバイダーは以前、ロシアのロスコムナゾルの要請を受けて、シベリア連邦化のための行進に関する資料を公表するGlavkomを遮断しようとしていた。
2019年7月、Hetzner Onlineはウクライナ・ウィークに対し、「過激派コンテンツ」が削除されるまでサイトを遮断すると警告した。このプロバイダーは、右派セクターに関する2015年の資料がロシアの法律に違反すると考えているロスコムナゾルからこの要請を受け取った。
数カ月にわたり、Censor.NET、Tizhden.ua、ウクラインスカ・プラウダなどのウクライナの情報サイト、およびウクライナ内務省のWebサイトに対してDDoS攻撃が実行された。同様に、2022年1月、ウクライナのサイバー当局者ビクター・ゾーラは、2022年1月14日に22の政府グループの90以上のWebサイトに対する攻撃を報告した。約50のWebサイトが破壊され、残りはある程度の被害を受けた。

### 方法とリソース

#### 偽情報
ロシアは、自国の偉大さと重要性、あるいは敵の弱さのイメージを支持するため、あるいは時には自国の行動を否定するために偽情報を利用している。
たとえば、2022年2月24日にチャンネル1の評論家アルチョム・シェイニンは視聴者にキーウは「誰にも爆撃されていない」と断言した。ロイター通信によると、2月24日にも「ウクライナの首都や国内の他の場所で爆発音や銃声が一日中聞こえ、少なくとも70人が死亡したと報告されている」という。ほとんどのロシア人はテレビから情報を得ているが、若いロシア人はオンライン情報源を好む傾向がある。これらにはVPN接続が必要になり、真実は「すでにクレムリンとその国営メディアを信頼していない人々によって発見されることがほとんど」になっている。
ロシアのニュースを事実から切り離すことは、国民だけに影響を与えるだけではない。クレムリンは次のように説明されている: 
自分たちがもはや超大国を運営していないという事実を完全に乗り越えることができず、自分たちの聞きたいことを言ってくれる人々にますます囲まれる老人たちの集団だ
反射制御として知られるその他のより巧妙な攻撃は、言葉を組織的に歪め、再解釈し、「過激派」を独立系ジャーナリストや人権活動家、または平和的なデモ参加者を安全保障上の脅威として逮捕することを容認する表現に導く。

##### 虚偽と断固たる否定
元駐ウクライナ米国大使のグレッグ・プリアットは「毎日毎時間、あらゆる嘘を打ち破るのに時間を費やして、他に何も達成できなくなることもある。そしてそれこそがクレムリンが望んでいることだ」と述べた:59

###### 2014年
2013年11月、親ロシア派のウクライナ大統領ヴィクトル・ヤヌコーヴィチは、立法的に承認された欧州統合に向けた路線を阻止し、尊厳の革命が始まった。プーチン大統領は「偽情報を利用して2014年のクリミア併合の基礎を築き、ウクライナ東部のドネツク州とルハンシク州での戦闘継続を支援した」とフォーブス誌の寄稿者ジル・ゴールデンジールは書いている。2022年にも、クレムリンのプロパガンダは世界の世論をウクライナ侵略に向けて準備させるという目標を持っていた。
2014年、プーチン大統領はかなり長い間、ウクライナへの派兵を否定し、後にロシアがウクライナのロシア語を話す住民を「保護している」と述べた。ロシアが2008年にジョージアに侵攻したときも、そこでの行動について多くの代わりの説明を行い、ジョージアを攻撃する計画があることを否定した。2014年、北カフカーズ軍管区からの軍用車両が現地にある写真があるにもかかわらず、プーチン大統領は再び侵略を否定した。クリミアで撮影された軍用車両の1両の右側には親衛師団のバッジが目に見える形でついており（恐らくカモフラージュするのを忘れていた）、クリミアにいる「礼儀正しい人々」もロシアの治安部隊によってのみ正式に運用が開始されたドラグノフ狙撃銃の最新の自動装填式改良型を携行していた。
2022年3月、ロシア人は、廃炉となったチェルノブイリ原子力発電所で、ウクライナが核爆弾の開発を行っていた証拠を発見したと発表した。専門家らはこの主張を嘲笑し、チェルノブイリにある燃料では不可能であり、秘密兵器プログラムを実行する方法もないと述べた。

###### マレーシア航空17便
マレーシア航空17便撃墜事件を受けて、ロシアの偽情報機関インターネット・リサーチ・エージェンシー（IRA）が、1日または単一のトピックで最も多くの偽ツイートをした。ロシアは自らの関与を隠すために広範な措置を講じ、多くのストーリーを与えた。
墜落後3日間で、ロシアのIRAは、偽アカウントから111,486件のツイート （ほとんどがロシア語）を投稿した。当初彼らは、ロシアの支援を受けた反政府勢力がウクライナの航空機を撃墜したと主張していたが、その後のツイートでは、ウクライナが旅客機を撃墜したと述べた。RTは、旅客機を追跡するウクライナの戦闘機を目撃したと述べたカルロスという航空管制官のものとされるツイッターアカウントを引用した。2015年8月、コムソモリスカヤ・プラウダ紙は、マレーシア航空17便攻撃を計画した2人のCIA工作員の盗聴記録を公開したが、フォーリン・ポリシーによると、男性たちはネイティブの英語話者のようには話さず、会話がグーグル翻訳でロシア語から英語に翻訳されたかのように聞こえる言い回しをしているという。また、音声を終える前に、二人は「幸運を祈る！」と言い合っているが、これはロシア語でよくある別れの挨拶であるという。
2017年12月20日、英国議会情報安全保障委員会は報告書の中で、ロシアは航空機を撃墜していないと世界に納得させるために、ロシアが多チャンネルにわたる激しいプロパガンダによる大規模な情報戦を仕掛けたと特に強調した。

###### 2022年
2022年、ロシアはウクライナ国境で軍事演習を行っているだけだと主張し、その後ウクライナ東部のロシア語話者を保護する必要があると宣言した。ロシアはまた、ウクライナとベラルーシの国境に軍隊を集結させ、黒海とアゾフ海で海軍演習を行ったが、キーウ（ウクライナ政府）はこれを「国際海運の不当な複雑化」であり、航行が「事実上不可能」になったと主張した。2022年2月15日、ロシアはウクライナ国境から「部分的に撤退」すると発表したが、米国によれば実際には追加の部隊を派遣したという。ロシアが民間人避難のための停戦発表から数時間以内に砲撃を再開したことを受け、カナダのボブ・レイ国連大使は「ロシア人の言葉を真に受けるわけにはいかない」と語った。
ザポリージャの原子力発電所の施設を砲撃した後、クレムリン（ロシア政府）は「ウクライナ人とネオナチによる『挑発の組織化』を防ぐため」同軍が施設を占領したと述べた。
2022年8月16日、プーチン大統領は「国連憲章を完全に遵守してウクライナで特別軍事作戦を実施することを決定した」と主張した。プーチン大統領によれば、「この作戦の目的は明確に定義されており、ロシアと我が国民の安全を確保し、ドンバス住民を大量虐殺から守ることである」という。2022年9月21日、ハルキウでのウクライナ軍の反攻が成功した後、プーチン大統領は部分的な動員を発表した。プーチン大統領はロシアの視聴者に向けた演説の中で、「キーウの親西側の「ナチス」政権によるウクライナ国民に対する「脅迫、テロ、暴力政策」が「かつてないほどひどい野蛮な形をとっており」、ウクライナ人は「大砲の餌」と化しているため、ロシアにはウクライナの「私たちの愛する人たち」を守る以外の選択肢はない」と主張した。
2022年10月、ロシア系アメリカ人作家で教授のニーナ・フルシチョワは、ジョージ・オーウェルの小説『1984年』をほのめかしながら、「プーチンのロシアでは、戦争は平和、隷属は自由、無知は力であり、主権国家の領土を不法に併合することは植民地主義との戦いなのだ」と述べた。
英国の歴史家ジェイド・マクグリンは、2022年にウクライナの占領地で、モバイルインターネットオフィスと機器を掌握し、独自のネットワークを設置した後、ロシアは初めて2014年と同じ種類のプロパガンダを展開したと書いている。プロパガンダの目的は、占領地に住むウクライナ人に、戦争に関するロシアの公式説明は正しく、ウクライナ側の説明は誤りであると説得することであったが、このプロパガンダは質が低く、国民を納得させることができなかった。最初の6か月後、ロシアは別のプロパガンダモードに切り替え、戦争については可能な限り言及されなくなり、宣伝活動家たちは占領地が常にロシアのものであるかのように振る舞った。彼らは代わりに、ウクライナ人を占領者と呼び、ザポリージャ市など、ロシアが（主権を）主張しているが支配していない地域を「ウクライナ過激派によって一時的に占領されている」と呼んだ。この物語は、連邦メディア、地元メディア、ソーシャルメディアによって一貫して推進されてきた。

#### 比喩

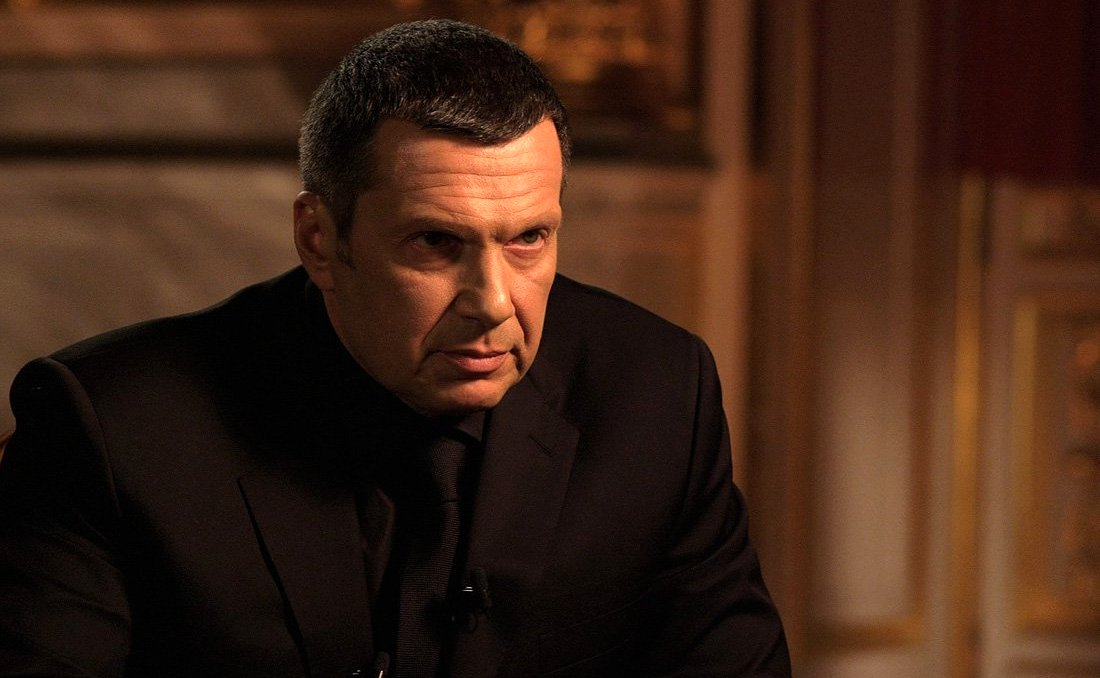
テレビとラジオの司会者ウラジーミル・ソロヴィヨフは「熱狂的な親プーチンの宣伝者」と評され、自国の2022年のウクライナ侵攻への支持を表明した。以前、2015年に彼は「ウクライナ全体が我々のものになる」と公に主張した

ソ連崩壊以来、ロシアはウクライナ人を悪者にするプロパガンダと偽情報を流布してきた。ネオナチはロシアのプロパガンダで繰り返し役割を果たしており、2022年には軍の「非ナチス化」を正当化するために用いられた。マリウポリでは2022年、停戦にもかかわらずウクライナ人がロシア兵に発砲し、タス通信によればネオナチが「人間の盾としての民間人の後ろに隠れていた」とロシア人に伝えられた。
オスロ大学過激主義研究センターの博士研究員カチペル・レンカウェクによると、ウクライナ東部のロシア語話者の確固たる保守的価値観とは対照的に、ウクライナ人をファシストと描写するのと同時に堕落した親同性愛者のリベラルとしても描写するのは、ウクライナ内外の政治家によって長年使われてきた、ウクライナ西部のウクライナ語話者を第二次世界大戦でソ連と戦った極右国家主義者と結びつける物語にルーツがあるという。
ロシアは「同盟国とフロント組織の広範なネットワークを持ち、現実を再構成し、歴史を書き換えて自国を正当化し、他国を傷つけている」とネイチャー誌の2018年の記事は述べている。
1990年代初頭、最初のこのようなプロパガンダの比喩で、「ソ連崩壊後」や「ソ連崩壊に伴い」というフレーズを使って出来事を紹介し、これらの現象がソ連の崩壊によって起こり、その逆なら起こらなかったという印象を与えた。プロパガンダは、ウクライナが国家として経済的にも政治的にも破綻しているかのように描写しようとした。2009年、ロシアはウクライナが「ロシアのガスを盗んだ」と非難した。
ウクライナの人物が挑発的な発言をしたとされる。ウクライナ右派セクターのリーダー、ドミトリー・ヤロシが、ドク・ウマロフに対し、ロシア連邦でテロ攻撃を実行するよう訴える内容を発表したとして刑事訴訟が起こされた。翌日、当局はこの「訴え」はハッカーの仕業だったと発表した。
ロシアのプロパガンダが、無能なウクライナ軍司令官に対する素早い勝利を必然であるかのように描こうとしたのと同じように、ロシアのメディアもまた、自国のチェチェン戦闘員に対する固定観念で恐怖と嫌悪感を醸成しようとした。

#### ソーシャルメディア
2022年にロシア関連の偽アカウントが「独立した報道機関を装ったウェブサイトを運営し、フェイスブック、インスタグラム、ツイッター、ユーチューブ、テレグラム、ロシアのOdnoklassnikiやフコンタクテなどのソーシャルメディアプラットフォーム上で偽の人物像を作り上げていた」。Metaによると、フェイスブックアカウントを侵害する目的は、ウクライナ軍がロシア軍に降伏したという偽りの主張をするYouTube動画など、偽情報へのリンクを広めることだったとみられるという。
ワシントン・ポスト紙によると、2014年にロシア軍事情報総局（GRU）は30以上の疑似ウクライナのグループやソーシャルメディアアカウントを作成し、さらに25の「主要な英語」出版物も作成したという。諜報員らは一般のウクライナ人を装い、親ロシア派の国民をデモ参加者に敵対させるためにニュースをでっちあげ、コメントを広めた。
2016年初め、ウクライナのジャーナリストらは、国家主義的なレトリックを使ってウクライナ政府を弱体化させ、抗議活動参加者を動員するために複数のソーシャルメディア上でモスクワから運用されている数十のソーシャルメディアグループのネットワークを発見した。

##### ソーシャルメディアへのアクセス
- MSNBCは2017年10月、ロシアの情報戦の工作員がウクライナ活動家のフェイスブックへの投稿を「報告」し、それらはポルノか別の規制対象のメッセージであると根拠なく主張したと報じた[103]。
- 2014年7月14日、Facebookは一部のメッセージの内容が「Facebookの基準に違反している」と警告した後、「ウクライナ戦没者の記憶の書」ページをブロックした[104][105][106]。それらは主に、OZSP NSU「アゾフ」からのウクライナ兵士の死に関するメッセージであった[65]。
- 2022年3月5日、ロシアはフェイスブックとツイッターによるロシア国営メディアの凍結と禁止に対抗して、これらへのアクセスを遮断した。数日後、ロシアはインスタグラムへのアクセスを遮断すると発表した。

##### ロシア語のウィキペディアを検閲しようとする試み
2010年代初頭以来、最近では2014年のドンバス戦争と、2022年のロシア・ウクライナ戦争中に、ロシア語ウィキペディアとその編集者は、ロシア政府による全国的なブロックやブラックリストの全国的な適用、さらにはインターネット検閲、プロパガンダ、偽情報のいくつかの試みなど、数多くの、そしてますます増大する脅威を経験している。
2022年2月と3月、ロシアによるウクライナ侵攻とロシア・ウクライナ戦争勃発後の最初の週、ロシアのウィキペディア編集者は、プーチン大統領率いるロシア政府による政治検閲、インターネットプロパガンダ、偽情報、攻撃、進行中の戦争によるロシア軍並びにウクライナの民間人や子供たちの死傷者を列挙した記事に対する破壊的な編集の試みが繰り返されていると読者や編集仲間に警告した。
2022年3月11日、ベラルーシの政治警察（GUBOPiK）は、ロシア語ウィキペディアの最も積極的なユーザーの1人であるマルク・ベルンシュテインの個人情報をGUBOPiKの公開テレグラムチャンネルで晒した後、ベルンシュテインを逮捕した。チャンネルに投稿された写真そのものの中で、ベルンシュテインが「偽の反ロシア情報を流布した」として非難されている。
2022年4月から7月にかけて、ロシア当局はウィキペディアのいくつかの記事を禁止サイトのリストに加え、さらにウィキペディアをロシアの法律違反者としてマークするよう検索エンジンに命じた。

## タイムライン

### 2014年
クリミア併合とアストロターフの反乱によるドネツクとルハンシクへの侵攻中およびその前に、ロシアはロシア社会と国際社会の目でウクライナ人を悪者扱いしていた
- 1月21日 - 抗議活動参加者らは「大規模暴動への参加者として登録された」というテキストメッセージを受け取った[123]。携帯電話サービスプロバイダーはメッセージの送信を否定したが、そのうちの2つはロシア企業が所有していた。専門家らは国家主体の関与を示唆した[124][125]。

#### 2014年2月
- ウクライナでの抗議活動
- ヤヌコーヴィチ政権転覆 - ウクライナのヴィクトル・ヤヌコーヴィチ大統領はEUに加盟する代わりにロシアの対外援助を受け入れることを選択し、暴力的な抗議デモが勃発した。ヤヌコーヴィチはキーウから避難し[126]、ウクライナ議会は大統領の解任を賛成多数で決議した[要出典]。
- ヤヌコビッチは投票をクーデターと呼んだ
- ロシアのセルゲイ・ラブロフ外相は「違法過激派グループ」がキーウを掌握したと述べた。この言葉や同様の言葉がその後数年間に頻繁に繰り返された。
- ウクライナ議会は5月に予定されている選挙までの間、オレクサンドル・トゥルチノフを大統領代行に任命した。
- 2月19日 - ロシア外務省はユーロマイダン革命を「褐色革命」と呼び、ユーロマイダンの抗議活動参加者を「横行する凶悪犯」と呼んだ[127][128]。

- 2月20日 - ロシア人がクリミアに入国
  - ロシアのメディアによると、2014年2月20日から21日の夜、チェルカッスイ州コールスニ＝シェウチェーンキウシクィイでユーロマイダン支持者らが反マイダン活動家のバスの車列に残忍な仕打ちをし、数台のバスを放火し、乗客7名を殺害した。2014年4月3日、クリミア占領軍は7人が死亡、30人が行方不明になったと発表したが、アムネスティ・インターナショナル、ヒューマン・ライツ・ウォッチ、地元警察はいずれもこの話の正確性に疑問を呈している。しかし、プーチンはこの話がクリミアでの軍事作戦の理由と述べ[129]、コールスニー近郊での反マイダン活動家の殺害疑惑は後にロシアの疑似ドキュメンタリー『Crimea. The Way Home』に盛り込まれている。
- 2014年2月27日 - ロシア軍兵士がクリミア議会議事堂を占拠

- - セルゲイ・アクショーノフが就任
  - プーチン大統領、ロシアの関与について様々な説明をした[130]。
  - ドネツク人民共和国分離主義者のイーゴリ・ギルキンは2015年1月、クリミア議会議員が銃を突きつけられ、クリミア併合の支持を強制されたと述べた[130]

#### 2014年3月
- 2014年3月2日、ロシアのメディアは、ウクライナの破壊工作員がシンフェロポリの群衆とクリミア内閣近くの労働組合施設に向けて発砲したと報じた。覆面をした破壊工作員らは最新のGM-94グレネードランチャーを含むロシアの現代兵器で武装しており、攻撃の「犠牲者」は無傷だった[129]。
- 3月18日 - クリミアの併合
- 3月19日 - ロシアのメディアは、前日にシンフェロポリで逮捕されたリヴィウの17歳のスナイパーがウクライナ兵のセルゲイ・コクリンとロシア人傭兵1人を殺害したと報じた。17歳のスナイパーに関するそれ以上の情報は与えられていないが、イーゴリ・ギルキンは後に彼の部隊の犯行であることを認めた。
- 2014年3月24日、複数のメディアは、ケルチ海兵大隊副司令官のニキフォロフ・アレクセイ・ウラジミロヴィチ（ウクライナ語版）が、ロシア軍への入隊について声明を書いたものの、彼は本土に行き、ウクライナの軍事大学で学んだと報じた[131]。

#### 2014年4月
- ロシアがクリミアを併合
- ドネツク人民共和国とルハンシク人民共和国が分離。
- 4月 - オレグ・バフティヤロフがウクライナ国会とキーウの閣僚ビル襲撃計画で逮捕された。彼は約200人を募集し、支援として1人当たり500ドルを支払い、火炎瓶や道具を備蓄した。バフティヤロフはロシアのテレビ局に事件を撮影させ、その後ウクライナ過激派のせいにするよう手配した。
- ヴィタリー・ヤレマは、モスクワの第45独立親衛特殊任務連隊を含むロシア特殊部隊がクラマトルスクとスラビャンスクで活動していると述べた。4月16日には450人のロシア特殊部隊がそこにいたと言われている[132][133]。
- 2014年4月27日、ロシアのメディアは「ウクライナのEU強制収容所」に関する記事を放映した。親クレムリン派のヴィクトル・ヤヌコーヴィチのもと、EUが資金提供して不法移民を拘束するプロジェクトとして、2012年にこの場所で建設が始まった
- 2014年4月29日、ロシア通信社イタルタス通信は、ドネツクでのウクライナの平和的な行進に対する親ロシア派暴徒による残忍な攻撃を「（ウクライナの）過激派が数千人の反ファシスト行進者を攻撃した」と非難した。
- 2014年6月、ウクライナの女性パイロット、ナデジダ・サブチェンコの逮捕と尋問に関するニュース記事で、ロシアのテレビ局NTVは、ライフニュースの報道に関してナスティア・スタンコがインタビューした、シュチャスティア出身のアイダール大隊戦闘員ヴォロディミル・コソラップの発言を文脈から切り離され、歪曲された形で放送した。ロシアのメディアは彼を、武器を捨てて戦場から撤退しようとする自軍の兵士を射殺するよう命じられた、「懲罰者」であると紹介した。2014年6月16日の完全な映像の中で、コソラップは「我々の部隊の戦闘員がそのような考えを持ってこの囲い地の境界線から出たら、私は自分の手でその者の頭が後頭部を撃つだろう」と話しているが、これはスタンコの「昨日ライフニュースがあなたの大隊の兵士達が家々に来て人々を撃ったと報じた」と尋ねた際の発言であり、平和的な人々を略奪しようとする者を殺す用意はあるが、武器を放棄する者を殺すつもりはないことを意味している。

#### 2014年4月～5 月: スラビャンスク
- 2014年4月12日 - 元ロシア軍将校イーゴリ・ギルキンがドンバスのスラビャンスクを占領

#### 2014年5月 - ウクライナの襲撃
- ロシアの放送局チャンネル・ワンは、ウクライナ兵士が3歳児を拷問し磔にしたと虚偽の主張をした。
- 2014年7月15日、英語のロシア放送局ロシアの声は、親ロシア派過激派がスラビャンスクでのペンテコステ派殺害を「ウクライナ民族主義者」のせいにした記事を掲載し[134]、当時の政府報道官アントン・ゲラシチェンコの言葉をねじ曲げた[134]。この殺害はドネツク分離主義者によるものとされている。
- 2014年5月、2013年秋にロシア国防省の採用キャンペーンのために制作されたテレビコマーシャルが浮上した。この動画は戦争を促進しているとして批判され、投稿したアカウントはVimeoから削除された。（現在はYouTubeのみで公開されている）。
- 5月25日 - ウクライナ大統領選挙でオリガルヒのペトロ・ポロシェンコが勝利
- 2014年夏、アゾフはマリウポリ奪還を支援した。

#### 2014年7月～8 月
- 2014年7月下旬から8月上旬にかけて、ドンバス住民150万人の殺害を呼びかけたとされるティジデンのBohdan Butkevichの映像が広く公表されたが[135][136]、この映像は彼の発言の意味を完全に歪曲した大まかな断片だった。
- 2014年8月 - ウクライナ政府は、戦争プロパガンダの拡散を阻止するために14のロシアのテレビチャンネルを遮断した
- 2014年8月 - 捕虜となった第98親衛空挺師団第331連隊のロシア特殊部隊は、誤って国境を越えたと述べた。ウクライナの報道官アンドリー・リセンコ（ウクライナ語版） は「これは誤りではなく、彼らが遂行していた特別な任務だった」と述べた[137][138]。
- 2014年8月 - ウクライナ政府は、戦争プロパガンダの放送を理由に多くのロシアの報道機関を禁止した。

#### 10月
- 2014年10月 - プラウダとイズベスチヤは、右派セクターがオデッサのユダヤ人コミュニティを恐怖に陥れ、20人以上を暴行したとして非難した。イズベスチヤが引用したミハイル・マイマンは架空の人物であり、暴力事件は一度も起こっていない。
- 10月24日 - CyberBerkutがウクライナのCECウェブサイトの電子投票集計システムをハッキングしたと主張

#### 12月
- 2014年12月 - 「ロシアのプロパガンダ」に対抗するためにウクライナ情報省が設立された。国境なき記者団は「民主主義社会においてメディアは政府によって規制されるべきではない」と述べた[139]。

### 2015年

#### 2015年1月～2月
- 1月28日、ドネツク東のハルツィク郊外のH21道路沿いで、OSCEは東を向いて駐車しているT-72戦車5両の縦列を観察し、その直後、無標識のウラル型軍用トラック4両に随伴されたT-72戦車4両の隊列が同じ道路を東へ移動していた。また帆布で覆われた無標識の軍用トラックの動きも活発化していることに気付いた[140]。
- 1月 - マリウポリの住宅地への砲撃があった後、NATOのイェンス・ストルテンベルグは、「ウクライナ東部のロシア軍は、指揮統制システム、先進的な地対空ミサイルを備えた防空システム、無人航空システム、先進的な多連装ロケットランチャーシステムと電子戦システムでこれらの攻撃作戦を支援している」と述べた[141]。
- 2月9日 - ドネツクの化学工場で砲弾が爆発を引き起こした[142]。
- 2月12日 - ミンスクII協定が署名される[143]
- 2月15日 - ミンスクII停戦発効
- 2月16日 - ウクライナのパブロ・クリムキン外相は、親ロシア派勢力が過去1日でウクライナ人に100回以上発砲したと述べた。分離主義者らはウクライナが停戦に違反したと非難した[144]。
- 2月17日 - 反乱軍はデバルツェボの大部分を征服し、その地域のウクライナ軍1万人を包囲した。反政府勢力は、この町は最近成立した停戦の一部ではないと主張した[145]

#### 2015年3月
- 2015年3月23日、ロシアの報道機関は、ドネツクのペトロフスキー地区でウクライナ軍の砲撃により死亡したとされる10歳の少女に関するニュース記事を放送した。BBC特派員ナタリア・アンテラヴァはドネツクでこの話がロシアのプロパガンダであることを発見した。彼女はロシアのメディア職員に少女の死について尋ねたが、彼らは「彼女はもうここにはいない」、そして誰も殺されていないと答えた。ニュース記事について尋ねると「強制された」と答えた[146][147]。

#### 2015年6月
- 6月22日 - クリミアとウクライナ東部でのロシアの行動を理由に、ヨーロッパがロシアに対する制裁を発動。クレムリンはそれらを「根拠がなく違法」と呼んだ。

### 2016年
- オックスフォード辞書は「ポスト真実」という言葉を今年の言葉に選んだ。
- 2016年4月、インターネット・リサーチ・エージェンシーは、ニューヨークのタイムズスクエアにある広告看板がハッキングされ、ウラジーミル・プーチン大統領がウィンクしている画像が映し出されたと主張する映像を公開したが、その映像はフェイクだった[要出典]。
- 2016年12月12日、ウクライナ特殊作戦軍の報道センターは、歪められた情報や未確認の情報を提供する可能性のある、ウクライナ特殊作戦軍のシンボルや写真素材を含む無認可の情報リソースが出現したと報告した。
- 2016年12月13 日、ロシアのメディアはウクライナのガス盗難を事前に非難した[148]。
- 2016年12月22日、アメリカのサイバーセキュリティ企業クラウドストライクは、ファンシーベアのロシア人ハッカーがウクライナ人砲手ヤロスラフが作成したAndroidアプリケーションを通じてAPU D-30榴弾砲の位置を監視していたとする報告書を発表した[149]。

### 2017年
2017年5月 - ポロシェンコは、ウクライナに対する情報戦に参加したとして、フコンタクテ、Odnoklassniki、ヤンデックス、Mail.ruのロシアサーバーへのウクライナ国内のアクセスを遮断した。
- 2017年7月 - プーチン大統領は、アノニマイザーや仮想プライベートネットワーク (VPN) サービスを含む、ロシアにおけるインターネットフィルタリングを回避するソフトウェアと Web サイトを禁止する法案に署名し、2017年11月1日に発効した

### 2018年
- ケルチ海峡事件 - EU安全保障担当委員のジュリアン・キングは、事件前にロシアが次のような噂を広めていたと述べた:
  - ウクライナ人がNATO艦隊に備えてアゾフ海の浚渫を行っていたということ[151]
  - ウクライナが黒海をコレラで汚染する計画を立てていたこと[151]
  - ウクライナが核爆弾でクリミア橋を爆破する計画を立てていたこと[152][151]

### 2019年

#### 2019年4月
- ウォロディミル・ゼレンスキーが大統領選挙で当選

### 2021年
- 5月11日、ヴィクトル・メドヴェドチュクと同僚の「野党プラットフォーム・生活党」議員のタラス・コザクが、大逆罪及びロシアが併合したクリミアの天然資源の不法搾取の容疑者に指名された[153][154]。
- 5月13日 - ヴィクトル・メドヴェチュクは自宅軟禁され、電子追跡装置が装着された[155]。
- 2021年5月 - ロシア当局は、クリミアでの違法搾取容疑でメドヴェチュクが利用したとされるロシア企業の清算を開始した。2021年、ポロシェンコはメドヴェドチュクに対する刑事事件の共同容疑者として指名された[156]。
- 2021年11月 - ゼレンスキー大統領は、ウクライナでのロシアによるクーデター計画に協力したとしてリナト・アフメトフを非難したが[157][158]、アフメトフはこの疑惑を「全くの嘘」だと主張した。
- 2021年12月 - Mythos Labsは、ウクライナに関するロシアの偽情報をツイートしているアカウントを697個発見した（2021年11月には58個だった）。これらのアカウントによるウクライナ関連のツイート数は、9月から12月にかけて3,270%急増した。

### 2022年

#### 1月
- 1月6日 - キーウ市ペチェルシキー地区裁判所は、ウクライナ東部ドネツィク・ルハンシク両州一部地域（CADLO）からの石炭供給捜査にて容疑のかけられているペトロ・ポロシェンコ欧州連帯党党首（前大統領）の資産を凍結する判決を下した[159]。これに先立ち、12月20日、ウクライナの国家捜査局が、ペトロ・ポロシェンコに、国家反逆罪とテロ組織活動幇助の容疑を伝達していた[159]。
- 1月22日 - イギリスは、ウクライナで計画されていたロシアのクーデターに関する情報を入手したと発表した。

#### 2月
- 「ロシアが支援する部隊は既に東部の標的を砲撃しており、モスクワの宣伝機関は暴力行為はウクライナ政府のせいだと非難している」。
- 2月3日 - テレビチャンネルNewsOneが大統領令により禁止された[160][161]。それ以来、NASHは禁止された親ロシア派テレビチャンネルの代わりを担っている。
- 2月18日 - ドンバス戦争に関与するウクライナ東部の分離主義地域である「ドネツク人民共和国」と「ルガンスク人民共和国」は、市民に対しロシアへの避難を求める緊急呼びかけを放送した。調査の結果、このメッセージは事前に録音されていたことが判明した[162][163]。
- 2月21日 - ジョー・バイデン米大統領は差し迫ったウクライナ侵攻を警告した。
- 2月28日 - Googleは、ユーザーの安全上の懸念から、ウクライナの交通情報のライブアップデートをオフにした。

#### 3月
- 3月 - マリウポリでロシアの侵略者と戦うアゾフ大隊
- 3月1日 - ロシア軍が北東部の町アフトゥイルカにあるウクライナ軍基地に燃料気化爆弾を投下し、70人の兵士を殺害した。
- 3月4日 - ロシアは、ロシア国内からのBBCとボイス・オブ・アメリカへのアクセス、さらにはドイチェ・ヴェレとラジオ・フリー・ヨーロッパへのアクセスを遮断した。
- 3月9日 - マリウポリの病院への爆撃で4人が死亡した。ロシア軍はこの出来事が起こったことを否定している。事件の被害者が美人ブロガーに「演じられた」とする主張を含むロンドンのロシア大使館による一連のツイートは「ツイッタールールに違反している」として削除された[164]。
- 500ポンドのFAB-500と思われる画像を公開したウクライナ人によると、3月9日から22日にかけてチェルニーヒウで爆弾の信管が取り除かれた。
- 3月13日 - ロシア軍がチェルニーヒウを砲撃[165]
- マリウポリの劇場への爆撃
- 3月14日 - チャンネル1ロシアの編集者マリーナ・オフシャンニコワはロシアによるウクライナ侵攻に抗議するため国営テレビの生放送を中断し[30]、ロシア語と英語を混ぜた文で「戦争をやめろ」と書かれたポスターを掲げた。プロパガンダを信じてはいけません、ここでは騙されています」[166]。
- 3月16日 - タス通信はマリウポリ劇場がアゾフ大隊によって爆破されたと発表
- 3月16日 - ロシアのイゴール・コナシェンコフ報道官は、ロシア軍がパンを求めて並んでいた民間人10人を殺害したことを否定し、この事件の映像は「ウクライナ保安庁が仕掛けたでっち上げ」であると述べた。同報道官は「チェルニーヒウにはロシア兵はいないし、いたこともない。すべての部隊はチェルニーヒウ市の境界外におり、道路を封鎖しており、いかなる攻撃行動も行っていない」と述べた。
- 3月16日 - チェルニーヒウでのロシアの砲撃で大人2名と子供3名が死亡した。
- 3月16日 — ミハイル・ミジンツェフ上級大将は、ウクライナはウクライナ人にロシア連邦への渡航を許可せず、キーウ、ハルキウ、チェルニーヒウ、スームィで彼らを人質に取っているため、モスクワは「国際機関に頼る」と述べた。
- 3月17日 - ロシアの国連大使は、防空壕として使われていたマリウポリの劇場への爆撃を否定した。
- 3月17日 - ロシアのメディア（プラウダ）は、ウクライナで「傭兵」として戦っていたテネシー州兵3名が殺害されたと報じたが、ウクライナ軍の支援任務のためにウクライナに派遣されていたテネシー州兵は、2019年に全員が無事に故郷の州に帰国していた[167]。
- 3月21日 - ウクライナのメディアは、キーウのレトロヴィル・ショッピングモールへのミサイル攻撃を報じた[168]。ロシアのメディアは、モール近くに設置されたMLRSシステムを映したとされるドローン映像を公開した[169]。

## 捏造映像
- 2015年7月22日、ルガンスク検事総長室の主任捜査官レオニード・トカチェンコは、ルハーンシク空港近くの瓦礫発掘中に米国製の武器の倉庫が発見されたと発表した。この映像には軍用の箱とアメリカのMANPADSのスティンガーが映っていたと言われている。映像を分析したところ、「スティンガー」は配管パイプを溶接して作られた粗末な小道具であることが判明した。刻印はコンピュータゲーム『バトルフィールド3』のもので、識別番号や英語の誤りも含まれている[170]。この偽映像はロシアのメディア、特にコムソモリスカヤ・プラウダ、RIAノーボスチ、TV-Zvezdaによって配信された[171]。
- 2016年1月18日、EU・ウクライナ連合協定に関するオランダ国民投票の前夜、ロシア情報筋は、アゾフ大隊の戦闘員がオランダ国旗を燃やし、協定が承認されなければオランダでテロ行為を行うと脅しているとされる映像を流布した。ベリングキャットは、この映像は捏造されたものであり、クレムリンに関連するサンクトペテルブルクのIRAによって作成されたものでなければ配布されたものであると結論付けた。
- ドネツク人民共和国（DNR）とCyberBerkutが公開した別の映像にはIRAとのリンクが含まれていた。アメリカ国防情報局はCyberBerkutをクレムリンのインターネット活動の前線とみなしており、クレムリンは「プーチンの料理人」として知られるエフゲニー・プリゴジンを通じてIRAに資金提供することで、IRAの活動に対するもっともらしい否認を維持してきた。ウクライナのアゾフ大隊がISIL過激派と共闘していると非難した親ロシア派過激派が作成した写真やビデオには、ISISとアゾフのシンボルを身に着けた武装集団が工業用建物に発砲する様子が映っていた[172]。BBCは、これらの建物はドネツクの元断熱材工場の作業場であると報じた。同工場は2011年にアイソレーション・アート・プロジェクトとして知られるアートスペースに転用され、2014年6月に親ロシア派武装勢力によって占拠された[173]。
- 2018年7月23日、ウクライナ保安庁（SBU）の特殊部隊が装甲兵員輸送車を使ってウクライナ人志願兵の基地を襲撃したと主張する映像がロシアのメディアを通じて拡散した。この映像では、SBUが彼らを殴打している様子が映っているとされていたが、7月25日にはフェイクとして暴露された。SBUの制服には時代遅れの要素や記章があり、装甲兵員輸送車には、長い間使用されていなかった白い識別ラインと、SBUが装備に付けていない蓄積防止グリルが付いていました。SBU特殊部隊を演じた俳優たちは外国なまりで話し、バンデーラ隊員への憎悪について感情的なフレーズを投げかけ、専門外に志願兵を蹴るふりをした[174][信頼性要検証]。9月11日、ドネツクで装甲兵員輸送車が撮影された[175]。9月20日、捏造の襲撃場所が特定された - 占領下のドネツクにある放棄されたリアクティフ化学工場の敷地。
- 2018年8月16日、ウクライナの検問所での残忍な拘束とされる動画が、登録者も他の動画も登録されていないYouTubeチャンネルで公開され、この映像は特にLost Armorのウェブサイトを通じてロシア占領軍に配布された。ウクライナのmil.inポータルは、その誤りを暴く記事を公開した。ウクライナのすべての検問所（マジョルカ、マリンカ、グヌートヴォ、スタニツァ・ルハンスカヤ、チェンガル、ハルキウ）の外観が分析されたが、どれも映像と一致しなかった。実際のどの検問所とも異なり、車はほとんどなく、人もほとんどいなかった。ナンバープレートの番号も改ざんされていた。この映像は、平穏な生活に戻った戦闘員に恩赦を与えるSBUの「自宅で待っている」プログラムに基づいて降伏しようとする反乱軍戦闘員を映していると称していた。ビデオには地上で蹴られている戦闘員と称する人物が映っていたので、これはプログラムの信頼性を傷つけ、反乱軍の消耗を減らす試みだった可能性がある[176]。
- 3月のロシア侵攻では、ウクライナ国内での攻撃についてウクライナが制作した偽情報を流すと称するビデオが発見され、その後、ウクライナ国外での別の出来事であることが「暴かれた」。しかし、これは、偽情報の偽旗作戦の最初のケースである可能性がある。なぜなら、元の、おそらく「ウクライナが作成した」といわれる偽情報は誰にも広められたものではなく、実際には、その誤りを暴き、混乱を引き起こし、ロシアによるウクライナ国内での空爆の実際の映像が、最終的にはロシア支配下のメディアを通過した際のロシア国民への衝撃を緩和するために特別に作成された予防的な偽情報だったからである。クレムソン大学のメディアフォレンジックハブの責任者、パトリック・ウォーレンによると、「これは、ロシア人が実際にウクライナ人のふりをして偽情報を広めているようなものだ...これが非常に効果的である理由は、実際に誰かにそれが真実であると説得する必要がないからだ。何を信じるべきか人々に不安を与えるには十分である」[177]。
- 2022年3月14日、ヘリコプターがロシアの軍用車隊を攻撃し、軍用機と戦車が破壊されたと称する映像が公開された。さらなる分析の結果、この映像はコンピュータゲームの『Arma 3』を使用して作成されたことが判明した[178]。
- 2022年3月16日、テレビチャンネル「ウクライナ24」のウェブサイトで、ゼレンスキー大統領がウクライナ兵士に降伏するよう指示したとみられる1分間のディープフェイク動画が流された。ウクライナ24はハッキングを受けたと発表したが、ロシアのソーシャルメディアは動画を推奨した。ゼレンスキー大統領は即座にその動画を否認し、自分の動画で返答し、フェイスブックとユーチューブは動画の削除を始めた。ツイッター社は、偽物について議論するツイートで動画を掲載することを許可したが、欺瞞的に投稿された場合は削除すると述べた。ハッカーは、ライブスクロールテキストニュースクロールに偽情報を挿入した。誰がディープフェイクを作成したのかはすぐには明らかにならなかった[179]。

## 結果
2016年11月23日、欧州議会はロシアのプロパガンダに反対する決議を可決した。これに対し、プーチン大統領は、ロシアの報道機関のRTとスプートニクの取り組みが効果的だと主張した。

### 2022年
3月1日、YouTubeはロシアがウクライナで戦争を行っていないという主張を理由にヨーロッパ全土でRTとスプートニクに関連するチャンネルをブロックし、その後3月11日には全世界でブロックした 。RokuとDirectTVもRTを削除した。

## 対策
ロシアの組織的な偽情報キャンペーンに正確に相当するものは存在しないようだが、ウクライナとその他の利害関係者はロシアに対して演説、テレビ出演、ソーシャルメディア、サイバー戦争、流行のミームを利用している。これらの行動のすべてが確実に原因とされるわけではないが、米国はウクライナに代わってソフトパワーを展開し、少なくとも1つの自称匿名アカウントがロシアのインフラに損害を与えたと主張し、多くのウクライナ公式ソーシャルメディアアカウントが有利な物語を作り出すことに成功を収めている。
偽旗攻撃の拡大を疑う米国政府は、侵攻開始前のロシア軍の動きに関する情報調査結果を発表し、攻撃をウクライナのせいにするという想定された計画を台無しにした。研究者のローラ・エデルソンは「米国政府は非常に積極的に情報公開を行った…ロシアが介入して埋めることができる情報空白はなかった」と説明した。
一方、ウクライナは、ウクライナ人の勇気と不屈の精神の物語を生み出した
ワシントンにあるシンクタンク、ニュー・アメリカのステラジスト兼シニアフェローのピーター・W・シンガーは「もしウクライナが、その大義の正しさ、その大義の人気、英雄たちの勇気、国民の苦しみについてのメッセージを持たなかったら、ウクライナは負けるだろう」「情報戦だけでなく、戦争全体で負けることになるだろう」と語った
2022年4月5日、ロシアの野党政治家アレクセイ・ナワリヌイは、ロシア国営メディアの「巨大な嘘」は「想像を絶するものである。そして残念なことに、代替情報にアクセスできない人々にとっては、その説得力も同様である」と述べた。ナワリヌイは、ロシア国営メディア関係者の「戦争屋」は「戦争犯罪者として扱われるべきだ。編集長からトークショーの司会者、ニュース編集者に至るまで、今すぐ制裁を受け、いつか裁判にかけられるべきだ」とツイートした。

### ゼレンスキー
ゼレンスキーの演説は繰り返し拡散され、ウクライナ国民を活気づけた。緑色の軍用Tシャツを着たゼレンスキーは、カナダ議会、イギリス議会 、欧州連合議会、米議会の合同会議でのオンライン演説で国民への支援を熱烈に訴え、毎回スタンディングオベーションを受けた。
ゼレンスキーは第一言語であるロシア語でロシア国民に向けて直接話した。またロシア語で、同氏は3月3日、自身を「隣人」であり「普通の人」であると位置づけ、最近非常に長いテーブルで訪問者を迎え入れたプーチン大統領をいびった：
「一緒に座ってくれ！、マクロンやショルツのように30メートルも離れていないだけだ。私はあなたの隣人だ・・・何を恐れているんだ？」
これまでのプーチン大統領の上半身裸での写真撮影は、彼を強くて男らしい指導者として位置づけようとした。防弾チョッキを着てウクライナ兵とお茶を飲む若いゼレンスキーの画像は、ロココ調でかなりの社会的距離を保っていたプーチン大統領のニュース放送とははっきりと対照的である。防弾チョッキの写真は2021年に撮影されたもので、ゼレンスキーは侵略が始まる数日前に実際に兵士たちとお茶を飲んだが、文脈から外れていても画像は本物であるし、どうやら新型コロナウイルス感染症を恐れて長大なテーブルに座るプーチン大統領の写真も本物だった。
ウクライナのメディアは、ウォロディミル・ゼレンスキー大統領の土壇場でのセリフを特に巧みに取り上げてきた。ゼレンスキーの「私に必要なのは車ではなく、弾薬だ」というセリフは、引用のしやすさという点では、ウィリアム・シェイクスピアの「cry havoc and let slip the dogs of war」といったセリフに匹敵するかもしれない
ウクライナの公式ソーシャルメディアアカウントは、兵士の募集や国際援助の呼びかけにターゲットを絞った投稿や動画を使って、侵略に対する取り組みへの支持を強化し、情報を拡散しようとしている。一部のメディアアナリストは、ウクライナ当局の手法が有益であると強調している。ロブ・デーニッシュ教授やティモシー・ナフタリ教授を含む数人の学者は、ゼレンスキーの話す力と、視聴者との親近感を築きながら情報を広め、恥や懸念の感情を引き出すためにソーシャルメディアを利用していることを強調している。
侵略に関するリアルタイム情報は、ウクライナ国内外のオンライン活動家、ジャーナリスト、政治家、一般住民によって拡散された。
ウクライナ当局の公式情報、特に発表された2023年の攻勢の準備中の公式情報は、おそらく情報をロシアが利用できないようにするために意図的に紛らわしいものとなっていた。デンマークの元諜報員Jacob Funk Kirkegaardは、2023年5月にインタビューを受け、「ウクライナからのあらゆる公的発表は本質的に誤情報とみなされるべきである」との意見を述べた。

#### 他国でのプロパガンダ
中国の外交官、政府機関、中国の国営メディアは反米プロパガンダを展開する機会としてこの戦争を利用しており、ウクライナの公衆衛生施設が「米国の秘密バイオラボ」であるという誤った主張など、ロシアが作り出した陰謀論を広めてきた。このような陰謀論はキューバの国営メディアも宣伝している。
ロシアのプロパガンダは、セルビアやイランなどの他国の国営メディアでも繰り返されている。イランでは、テヘランの英国大使館がウクライナを支持してウクライナ国旗を掲げたことを受け、国営メディアが批判した。スプートニクの報道は、イランの親政権メディアによって積極的に再掲載されている。ラテンアメリカでは、RT Actualidadがこの戦争に関する偽情報を広める人気のチャンネルである。ベトナム当局は記者に対し、「侵略」という言葉を使わず、戦争に関する報道を最小限に抑えるよう指示した。南アフリカでは、与党のアフリカ民族会議が週刊ニュースレター「ＡＮＣトゥデイ」に、ロシアがウクライナを非ナチス化するために侵略したという考えを支持する記事を掲載した。

### ミーム
同じく2月25日に撮影された、ロシア兵を叱責する年配の女性の映像は、ヘニチェスクでの実際の出来事を記録したものとみられる。彼女は兵士に対し、死んだときにヒマワリが育つようにヒマワリの種を渡した。
ソーシャルメディアで絶大な人気を誇る都市伝説「キーウの幽霊」について、ドイチェ・ヴェレは3月1日に「ロシア機6機を撃墜したウクライナ人戦闘機パイロットの確認は取れていない」と伝えた。この話はウクライナの公式アカウントがツイートし、元ウクライナ大統領ペトロ・ポロシェンコが認証したが、ポロシェンコが投稿したパイロットの写真は3年前のものであることが判明した。この話の事実性はロシアと西側の両方のメディアによって疑問視されている。伝説を裏付ける映像や写真などの信頼できる証拠はなく、軍の情報源からの確認さえなかった。
ズミイヌイ島（スネーク島）に駐屯するウクライナ国境警備隊の反抗的な対応により、ウクライナ側はこの戦争を「ダビデ対ゴリアテ」という構図で描き始め、放棄されたロシア戦車を牽引するウクライナの農民の映像がその継続に貢献した。
ウクライナ人の中には、戦争が始まって以来広まった多くのミームが、笑いをもたらすことで不確かな将来に対処するのに役立っていると言う人もいる。UNCハスマン・スクール・オブ・ジャーナリズムのロイ・H・パークフェローで元米陸軍ジャーナリストのダニエル・ジョンソンは、市民の貢献は偽情報との闘いというより重大な目的にも役立てると語り、「キーウにいないこと、勝っていないことを示す映像が150本もある中で、嘘をつくのは難しい」と述べた。